# Adolf Todó
Adolf Todó Rovira (La Bauma, Castellbell y Vilar, Barcelona, 1956) es un economista y empresario español. Fue presidente de Catalunya Banc, y anteriormente había sido presidente del CatalunyaCaixa hasta la cesión del negocio bancario de la caja de ahorros. Anteriormente había sido director general de Caixa Catalunya y había ocupado cargos de responsabilidad en Banco Sabadell.

## Carrera profesional
Nacido en el municipio barcelonés de Castellbell y Vilar, es licenciado en Ciencias Económicas por la Universidad Autónoma de Barcelona y doctor en Economía por la Universidad de California San Diego, ha sido profesor de la Universidad Autónoma de Barcelona y de ESADE. Desde 1989 hasta 1994 fue director de la banca Corporativa de Sabadell Multibanca y, posteriormente, director de la Unidad de Grandes Empresas e Instituciones del Banco Sabadell.
Desde octubre de 1995 hasta febrero de 2008 fue el director general de Caixa Manresa. A partir de esa fecha alcanzó la dirección general de Caixa Catalunya, cargo que ocupó hasta que ésta se fusionó el 1 de julio de 2010 con Caixa Tarragona y Caixa Manresa, constituyendo una nueva caja de ahorros denominada comercialmente CatalunyaCaixa, de la cual él sería nombrado presidente.
El 30 de septiembre de 2011 CatalunyaCaixa fue nacionalizada en un 90% al necesitar recibir 1.718 millones del FROB (sumados a los 1.250 millones recibidos el año anterior). En 11 de octubre de 2011, fruto de la reestructuración del sistema financiero en España, CatalunyaCaixa cedió todo su negocio bancario a un nuevo banco cuyo propietario era la propia caja de ahorros, llamado Catalunya Banc. 
Adolf Todó fue nombrado entonces presidente de Catalunya Banc con el respaldo del Banco de España. El 3 de febrero de 2012 el ministro de Economía de Luis de Guindos le limitó el sueldo a 300.000 euros anuales al tratarse de un dirigente de una entidad con ayudas del Estado, una rebaja del 80% de su sueldo de 1,55 millones de euros anuales que tenía hasta entonces.
Adolf Todó fue destituido por el Fondo de Reestructuración Ordenada Bancaria (FROB) en junio del año 2013, dueño del 100% de Catalunya Banc, prescindió del que fuera su primer ejecutivo, mediante “despido improcedente”, el primer caso en la banca española. En el caso de Todó y Masana el Gobierno argumentó errores en la gestión de la entidad, que cerró 2012 con 11.819 millones de pérdidas. Adolf Todó se ha querellado contra el gobierno que pretende no pagarle su contrato de pensiones que habría costado 3,6 millones a la entidad y el juez tendrá que decidir si lo cobra.El tribunal Supremo falló a favor de ambos y percibieron su indemnización salarial y planes de previsión correspondientes.
Adolf Todó fue imputado en 2013 por el juez Josep Maria Pijuan como uno de los miembros de la antigua cúpula de CatalunyaCaixa, contra los que la Fiscalía Anticorrupción presentó una denuncia por un delito de administración desleal.

## Obra y premios

### Insignias otorgadas
- Insignia de oro del Instituto Español de Analistas Financieros (2010).

### Obras publicadas
- L’ombra de Sant Benet. Barcelona. Angle Editorial. (2012)
- El horizonte del emprendedor. Ed. Emprendedores. (2007)
- El gran horizonte. Barcelona: Alienta Editorial. (2007)
- La cocina e-mocional. La Vanguardia. (2006)
- Estimación de funciones de demanda de bienes públicos: un survey. (Ed.) Madrid, España: Instituto de Estudios Fiscales - Ministerio de Economía.
- Teoria i estimació de la demanda de béns públics locals. Invitació a la teoria econòmica (pp. 364-383). Barcelona, España: Editorial Ariel.